# MGM-29 Sergeant
Die MGM-29 Sergeant war eine einstufige ballistische militärische Kurzstreckenrakete der Zeit des Kalten Krieges aus US-amerikanischer Produktion. Auch die Korpsartillerie der Bundeswehr war mit ihr ausgerüstet. Die Rakete hatte mit dem Triebwerk vom Typ JPL Thiokol XM100 einen Startschub von 200 kN (20.400 kg), eine Startmasse von 4.570 kg, einen Durchmesser von 0,78 m, eine Länge von 10,52 m und eine Flossenspannweite von 1,50 m. Der mit einem Atomsprengkopf bestückbare Flugkörper wurde mit Feststofftreibstoff angetrieben und hatte eine Reichweite von bis zu 140 km.
Außer Dienst gestellte Sergeant-Raketen wurden auch in Kombination mit zusätzlichen Oberstufen als zivile und militärische Höhenforschungsraketen eingesetzt. Der Raketenmotor der Sergeant wurde zum zivilen Castor-Raketenmotor weiterentwickelt, der für eine Reihe von Raumfahrtprojekten verwendet wurde.

## Stationierung der Sergeant-Rakete in der Bundesrepublik Deutschland

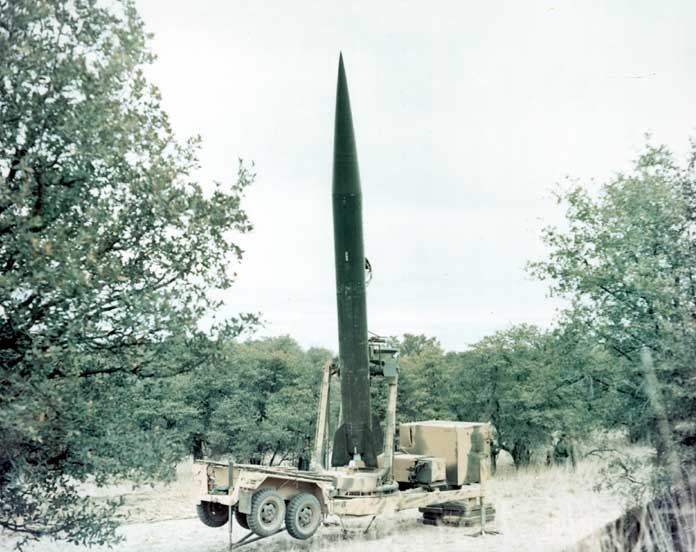
Sergeant-Rakete mit Werfergestell auf Sattelauflieger

In der Bundesrepublik Deutschland waren vier Raketenartilleriebataillone (RakArtBtl) der Bundeswehr zwischen 1965 und 1977 mit Sergeant-Kurzstreckenraketen ausgerüstet. Diese Bataillone, die in das NATO-Konzept der „nuklearen Teilhabe“ direkt eingebunden waren, verteilten sich zwischen Schleswig-Holstein und Baden-Württemberg folgendermaßen:
- Raketenartilleriebataillon 150 in der Schill-Kaserne, Wesel, Nordrhein-Westfalen
- Raketenartilleriebataillon 250 in der Eberhard-Finckh-Kaserne, Engstingen, Baden-Württemberg
- Raketenartilleriebataillon 350 in der Westerwald-Kaserne, Montabaur, Rheinland-Pfalz
- Raketenartilleriebataillon 650 in der Briesen-Kaserne, Flensburg, Schleswig-Holstein.

Die Verfügungsgewalt über die in speziell befestigten sogenannten Sondermunitionslagern (Special Ammunition Sites) deponierten Nuklearsprengköpfe lag innerhalb der NATO bei den USA und wurde bei den einzelnen Einheiten durch ein US Army Field Artillery Detachment wahrgenommen.
Im Jahr 1976 wurden an allen vier Standorten die Sergeant-Systeme durch ebenfalls atomar bestückbare Lance-Kurzstreckenraketen abgelöst.